# Theodrenalin
Theodrenalin ist ein Arzneistoff, der in fixer Kombination mit Cafedrin zur parenteralen Behandlung eines klinisch relevanten anästhesiebedingten Blutdruckabfalls vor allem in der Notfallmedizin verwendet wird.
Bei schnellem Wirkungseintritt vermittelt Theodrenalin über α-Adrenozeptoren eine Vasokonstriktion. Kontraktilität, Blutdruck, Herzschlagvolumen und gering auch das Herzminutenvolumen sowie der periphere Gefäßwiderstand werden gesteigert.
Pharmazeutisch verwendet wird das Theodrenalinhydrochlorid.